# Локвуд, Джеймс
Джеймс Бут Ло́квуд (англ. James Booth Lockwood; 1852—1884) — офицер армии США (второй лейтенант), исследователь Арктики, участник Американской арктической экспедиции (1881—1884) под руководством Адольфа Грили.

## Ранние годы
Джеймс Бут Локвуд родился 9 октября 1852 года в городе Аннаполис (Мэриленд) вторым ребёнком из трёх в семье генерала Генри Хайз Локвуда и его жены Анны Бут Локвуд. Отец был профессором математики и преподавал в Военно-морской академии США. В связи с назначениями отца по службе (Ньюпорт, Вест-Пойнт и др.) Локвуд вместе с семьей довольно часто менял место жительства и начальное образование получал в школах по месту службы отца. В 1866 году семья вернулась в Аннаполис, где спустя несколько лет Локвуд поступил в Сент-Джонс Колледж, во время учёбы в котором демонстрировал прекрасные способности к математике. Спустя ещё некоторое время отец получил назначение в Вашингтон и семья перебралась туда. Локвуд остался в Аннаполисе, чтобы окончить образование. В поисках дополнительного заработка он работал на железной дороге и занимался сельским хозяйством. После завершения обучения, сочтя гражданскую службу скучной, в 1873 году подал заявку на вступление в армию, и, благополучно сдав все экзамены, был зачислен в звании второго лейтенанта в 23-й пехотный полк армии США и направлен в Нью-Йорк на распределение. Дальнейшую службу проходил в Аризоне, Небраске и Канзасе. С весны 1879 по начало 1881 года служил в Колорадо.

## Американская арктическая экспедиция (1881—1884)

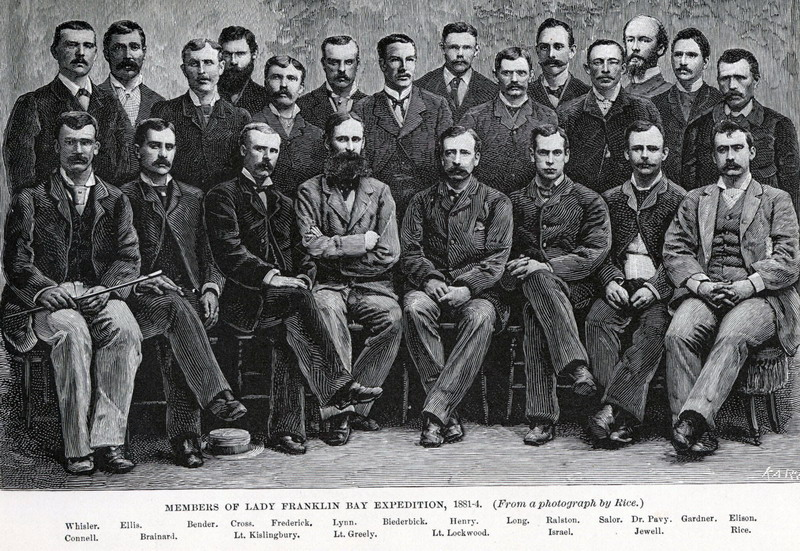
Участники экспедиции Адольфа Грили. Джеймс Локвуд четвёртый справа в нижнем ряду

В 1881 году Джеймс Локвуд стал участником Американской арктической экспедиции под руководством лейтенанта Адольфа Вашингтона Грили в должности его заместителя. Целью экспедиции была организация метеорологической станции на севере Канадского арктического архипелага в заливе Леди-Франклин и проведение метеорологических, астрономических и магнитных наблюдений, а также геологических и геодезических работ.
11 августа 1881 года экспедиционное судно «Протеус» благополучно достигло залива Леди-Франклин на северо-восточном побережье острова Элсмир, где путешественники разгрузили судно и начали строить дом, который был назван форт Конгер. В конце августа 1881 года Локвуд исследовал залив Святого Патрика и долину, тянущуюся от залива вглубь острова. Во время первой зимовки Локвуд вместе с Грили и доктором Пэви — врачом экспедиции, преподавал арифметику, грамматику, географию и метеорологию рядовым участникам экспедиции, а также принимал участие в астрономических и магнитных наблюдениях.
В феврале 1882 года Локвуд, когда солнце не поднималось выше горизонта, а температура воздуха составляла до 42°С ниже нуля, совершил поход к проливу Робсона, а в марте разведывательный поход на западное побережье Гренландии к полуострову Полярис. Наиболее успешным и известным путешествием экспедиции стал поход, совершенный Локвудом, сержантом Дэвидом Брэйнардом и эскимосом Фредериком Кристиансеном (последние сопровождали Локвуда во всех предыдущих походах) с 4 апреля по 1 июня 1882 года. Целью этого путешествия было нанесение на карту неисследованной северной части Гренландии. 13 мая путешественники достигли острова Локвуд — 83°24’ северной широты — самой северной точки, достигнутой человеком на тот момент: «В течение трех столетий Англия держала в своих руках знамя дальнего севера, теперь Локвуд, использовав труды и опыт наших „заморских родичей“, опередил их усилия на суше и на океане.» Из дневника Локвуда: «Мы достигли верха (острова Локвуд) в 3 часа 45 минут пополудни и развернули американский флаг — подарок миссис Грили — на широте 83°24’ (согласно последнему наблюдению).» Из-за нехватки продовольствия от этой точки путешественники были вынуждены повернуть обратно и 1 июня благополучно вернулись в форт, проведя в походе около 60 дней и покрыв за это время расстояние в более чем 800 тяжелейших арктических километров. Локвуд и его товарищи убрали немало белых пятен на карте самого большого острова Земли.
С 25 апреля по 26 мая 1883 года Локвуд, Брэйнард и Кристиансен совершили ещё один санный поход, в ходе которого пересекли остров Элсмир на запад от залива Леди-Франклин и открыли фьорд, который Локвуд назвал в честь руководителя экспедиции «Грили-Фьорд».
Трагическим для экспедиции стал 1884 год. Летом 1882 и 1883 года к полярникам из-за сложной ледовой обстановки в проливе Кеннеди не смогли пробиться суда поддержки. Руководствуясь инструкциями, Грили принял решение в августе 1883 года покинуть зимовочную базу и плыть на юг навстречу спасательному судну. Из-за слишком рано начавшейся суровой зимы участникам экспедиции за почти два месяца пути удалось пройти лишь около 400 километров и достигнуть мыса Сабин на острове Пим, на котором 19 октября встать на вынужденную зимовку с минимальным запасом продовольствия. Во время зимовки от недостатка продовольствия Локвуд начал слабеть. Хотя он держался стойко, но ослабленный суровыми походами, холодом и голодом организм не выдержал. 7 апреля Локвуд сделал последнюю запись в своем дневнике: «Сегодня Джюэль очень слаб». 8 апреля он потерял сознание и много бредил. Он впал в полное забытье в 4 часа утра 9 апреля и умер двенадцать часов спустя, спокойно и мирно, без страданий, как умирали все люди партии. Это произошло за 75 дней до прибытия спасательной экспедиции. Тело лейтенанта Локвуда отнесли на 50 ярдов от зимовья и положили на камни в офицерском мундире. У его товарищей даже не было сил его похоронить.
В августе 1884 года останки лейтенанта Джеймса Локвуда были доставлены в Аннаполис, где он родился, и были перезахоронены на кладбище Военно-морской академии на берегу Потомака. На надгробии лейтенанта Джеймса Локвуда высечена цитата из его дневника:

«Нынешние страдания ничто в сравнении со славой, что будет нами добыта».

«Лейтенант Локвуд был доблестный офицер, храбрый, верный, надежный. Мужество и мягкость были самыми выдающимися чертами его характера; скромный и сдержанный по натуре, он не скоро сходился с людьми, но его личные качества неизменно внушали уважение. Именно этим качествам, а вовсе не удаче нужно приписать великие успехи, достигнутые им. Имя его останется незабвенным в истории Арктики, доколе мужество, настойчивость и успех будут казаться достойными хвалы».— А. Грили

## Память
В честь Джеймса Локвуда названы:
- Острова Локвуда (бухта Мод на северном побережье Таймыра. Открыты в 1742 году С. Челюскиным, названы в 1893 году Ф. Нансеном);
- Остров Локвуд (море Линкольна);
- Мыс Локвуд (слияние заливов Грили-фьорд и Каньон-фьорд на о. Элсмир в Канадском арктическом архипелаге);
- Вершина Локвуд (север полуострова Фосхейм на острове Элсмир).